# Lista odcinków serialu anime Kimagure Orange Road
Artykuł zawiera listę odcinków serialu anime Kimagure Orange Road, wyprodukowanego na podstawie mangi autorstwa Izumi Matsumoto.
Łącznie wyprodukowano 48 odcinków serialu telewizyjnego, który emitowany był na antenie Nippon Television od 6 kwietnia 1987 do 7 marca 1988 oraz 8 ocinków OVA, wydanych w okresie od 1 marca 1989 do 1 kwietnia 1991.

## Seria telewizyjna
| # | Tytuł | Premiera             |
| --- | --- | -------------------- |
| 1 | Transfer Student! Humble First Love! Tenkousei! Hazukashi nagara hatsukoi shimasu (転校生！恥ずかしながら初恋します)                           | 6 kwietnia 1987      |
| Rodzina Kasugów właśnie przeprowadziła się do nowego miasta. Kyōsuke podczas przechadzki po nowej okolicy przypadkowo spotyka Madokę. Jest zauroczony dziewczyną. Następnego dnia chłopak oraz jego siostry idą do nowej szkoły, gdzie poznają swoich nowych znajomych i są świadkami konfrontacji Madoki ze zbirami zaczepiającymi Hikaru.                                              | |                      |
| 2 | Just a Little Lemon Kiss Ano musume ni choppiri remon no kisu wo (あの娘にちょっぴりレモンのキスを)                                            | 13 kwietnia 1987     |
| Kyōsuke jest przygnębiony, bo nie udało mu się trafić do kosza na oczach Madoki. Używa mocy i wykonuje imponujący rzut piłką, nie będąc świadomym tego, że podgląda go Hikaru. | |                      |
| 3 | Mood swings! The rolling first date Kibun wa yurete rōringu hatsu dēto (気分はゆれてローリング初デート)                                        | 20 kwietnia 1987     |
| Kurumi wbrew woli swojego brata idzie na dyskotekę. Podczas poszukiwań dziewczyny Kyōsuke natrafia na Madokę oraz Hikaru, z którą umawia się na następny dzień na randkę. | |                      |
| 4 | Hikaru-chan!? The disturbing ‘C’ incident Hikaru-chan!? Osawagase no C taiken (ひかるちゃん！？お騒がせのC体験)                                | 27 kwietnia 1987     |
| Do domu Kyōsuke przychodzi Hikaru. Oboje rozmawiają całą noc w pokoju chłopaka. Kolejnego dnia w szkole zaczynają krążyć plotki na temat „C”, do jakiego rzekomo miało dojść między bohaterami. | |                      |
| 5 | Two people’s secret! The puzzling part-time job Futari no himitsu, tomadoi arubaito (２人のひみつ、とまどいアルバイト)                         | 4 maja 1987          |
| Kyōsuke zaniepokojony doniesieniami, jakoby Madoka spotkała się z obcym, dorosłym mężczyzną, postanawia śledzić dziewczynę. Okazuje się, że tajemniczym osobnikiem jest Master, właściciel kawiarni ABCB, w której Madoka dorywczo pracuje. Kyōsuke postanawia pomagać w prowadzeniu lokalu.                                                                                             | |                      |
| 6 | He’s a rival! The test between their loves Aitsu ga raibaru, koi no chūkan shiken (あいつがライバル、恋の中間試験)                             | 11 maja 1987         |
| Kyōsuke jest śledzony przez Yūsaku, który grozi mu, żeby zostawił Hikaru w spokoju. W międzyczasie, z racji zbliżających się egzaminów, Kyōsuke umawia się na wspólną naukę we dwoje zarówno z Madoką, jak i Hikaru, starając się jednocześnie utrzymać ten fakt w tajemnicy przed obiema dziewczynami.                                                                                  | |                      |
| 7 | Madoka’s private! The spark-coloured kiss Madoka no shiseikatsu!? Kuchuzuke supāku iro (まどかの私生活！？ 口づけスパーク色)                   | 18 maja 1987         |
| Kyōsuke i Madoka wybierają się do lokalu, gdzie wypijają parę drinków. Chłopak upija się jednak tak bardzo, że pojawia się u niego niecodzienna pewność siebie. | |                      |
| 8 | Your smiling face! Shutter chance at the beach Kimi wa egao! Nagisa no shattā chansu (君は笑顔！ 渚のシャッターチャンス)                       | 25 maja 1987         |
| Hikaru ma zamiar pozować do zdjęć, co martwi w szczególności Yūsaku. Okazuje się, że fotografem ma być ojciec Kyōsuke, pan Takashi. Rodzina Kasugów oraz ich przyjaciele jadą na plażę w celu przeprowadzenia sesji zdjęciowej. | |                      |
| 9 | Kurumi teaches a method of dating Kurumi-chan, dēto no shikata oshiemasu (くるみちゃん、デートの仕方教えます)                                  | 1 czerwca 1987       |
| Kurumi oddaliła się w nieznanym kierunku z tajemniczym mężczyzną. Bohaterowie rozpoczynają poszukiwania. | |                      |
| 10 | A prophetic dream!? Hikaru is going to die Yochimu!? Hikaru-chan ga shinjau (予知夢！？ ひかるちゃんが死んじゃう)                              | 8 czerwca 1987       |
| Kyōsuke miał sen, w którym był świadkiem śmierci Hikaru. Kolejnego dnia w szkole martwi się o dziewczynę. Z kolei ta, dowiedziawszy się o śnie od Kurumi, zaczyna symulować chorobę. | |                      |
| 11 | Don’t ring! Wedding bell Narasanaide! Wedingu Beru (鳴らさないで！ウェディングベル)                                                            | 15 czerwca 1987      |
| Kyōsuke jest przekonany, że Madoka znalazła sobie partnera i zamierza wziąć ślub. Chce ją powstrzymać. | |                      |
| 12 | Foreign study in America! Sayonara, Madoka Amerika ryūgaku! Sayonara Madoka (アメリカ留学！サヨナラまどか)                                     | 22 czerwca 1987      |
| Po ślubie swojej siostry Madoka postanawia wyjechać do Ameryki, aby zamieszkać tam ze swoimi rodzicami. Jej przyjaciele są załamani tą wiadomością. | |                      |
| 13 | Concentration of looks! Hikaru-chan! Big transformation Shisen shūchū! Hikaru-chan daihenshin (視線集中！ひかるちゃん大変身)                   | 29 czerwca 1987      |
| Hikaru zmienia swój wygląd i przychodzi do szkoły w nowych ubraniach i efektownym makijażu. Kyōsuke dostaje od ojca bilety na koncert rockowy i zastanawia się z którą dziewczyną na niego pójść. | |                      |
| 14 | Prophetic dream! Madoka & Kyousuke break up Yochimu! Madoka to Kyōsuke tsui ni hakyoku (予知夢！まどかと恭介ついに破局！)                      | 6 lipca 1987         |
| Kyōsuke miał sen, w którym Madoka z nim zerwała. Tego samego dnia przy dziewczynie ujawnia się fizyczna słabość chłopaka. Kyōsuke, obawiając się, że był to proroczy sen, decyduje się zacząć ćwiczyć karate pod okiem Yūsaku, co nie kończy się dla bohatera dobrze. | |                      |
| 15 | Madoka’s decision! End of the triangle relationship Madoka no kesshin! Sankaku kankei ni piriodo (まどかの決心！三角関係にピリオド)            | 13 lipca 1987        |
| Pan Takashi przygotowuje wystawę swoich fotografii. Kyōsuke nieprzyjemnie odnosi się do Hikaru, gdyż ma popsuty humor po porannej kłótni jego sióstr. Hikaru jest smutna i obawia się, że chłopak ma kogoś innego na oku. Prosi o radę Madokę. | |                      |
| 16 | Believe it or not! Madoka saw a UFO! Shinjiru shinjinai UFO wo mita Madoka (信じる信じないＵＦＯを見たまどか)                                  | 20 lipca 1987        |
| Podczas nocnego spaceru Kyōsuke i Madoka widzą na niebie obiekt, który uznają za UFO. Udaje im się uchwycić go na zdjęciu. Po powrocie do domu chłopak odkrywa, że owo „UFO” jest jedynie wytworem mocy Kurumi. Niestety za sprawą Hikaru wieść o dziwnym zjawisku szybko rozchodzi się po szkole.                                                                                       | |                      |
| 17 | Summer temptation! The sudden double-date Natsu no yūwaku! Ikinari daburudēto (夏の誘惑！いきなりダブルデート)                                 | 27 lipca 1987        |
| Zaczęły się letnie wakacje. Kyōsuke przyjmuje propozycję Madoki, by pouczyć się razem w bibliotece, a jednocześnie deklaruje chęć pójścia z Hikaru na basen. Akceptacja obu zaproszeń prowadzi do zamieszania. | |                      |
| 18 | Madoka’s challenge! Ghost Beach’s big wave legend! Madoka chōsen! Yūrei kaigan no ōnami densetsu (まどか挑戦！幽霊海岸の大波伝説)              | 3 sierpnia 1987      |
| Kyōsuke, Madoka, Hikaru i Yūsaku wybierają się na wyspę, której jedna z plaż jest popularna wśród surferów – w sierpniu pojawia się tam legendarna, dotąd niezdobyta przez nikogo wielka fala. Z plażą związana jest również tajemnica ducha o imieniu Koto, do którego opisu pasuje jedna z surferek, pragnąca pokonać legendarną falę.                                                 | |                      |
| 19 | Two’s incident. The island of forbidden love Futari no taiken! Kinjirareta koi no shima (二人の体験！禁じられた恋の島)                         | 10 sierpnia 1987     |
| Bohaterowie decydują się zorganizować wyścig łódek: Hikaru i Yūsaku kontra Madoka i Kyōsuke. Łódka tych ostatnich zostaje zniesiona przez prąd, a bohaterowie trafają na bezludną wyspę. | |                      |
| 20 | Hikaru’s a witness! A training camp full of danger Higaru mokugeki! Gasshuku wa kiken ga ippai (ひかる目撃！合宿は危険がいっぱい)              | 17 sierpnia 1987     |
| Bohaterowie wybierają się na obóz tenisowy, a jednym z ich opiekunów zostaje uwielbiany przez dziewczyny instruktor Kitakata. Nikt nie potrafi odbić jego piłki, jednak – dzięki użyciu mocy przez Kurumi – udaje się to Kyōsuke, przez co trafia on do grupy najlepszych zawodników, wraz z Madoką.                                                                                     | |                      |
| 21 | Kyousuke in a pinch! A storm is the hill’s sweet whisper Kyōsuke pinchi! Arashi ga oka no amai sasayaki (恭介ピンチ！嵐が丘の甘いささやき)     | 24 sierpnia 1987     |
| Kyōsuke wymyka się z oglądania meczu tenisowego i spotyka nieznajomą dziewczynę o imieniu Kumiko. Oddala się z nią, nie zdając sobie sprawy, że widzi ich razem Madoka. Tymczasem tajemnicza dziewczyna składa bohaterowi intymne propozycje. | |                      |
| 22 | An adult relationship! Madoka’s secret morning return Otona no kankei!? Madoka himitsu no asagaeri (大人の関係！？まどか秘密の朝帰り)          | 31 sierpnia 1987     |
| Kyōsuke przychodzi do ABCB, lecz zamiast Madoki zastaje tam Yukari. Później widzi, jak Madoka wychodzi z hotelu w towarzystwie dorosłego mężczyzny. Chłopak jest przekonany, że spędzili tam razem całą noc. Następnie ponownie spotyka Yukari, która proponuje mu wspólne spędzenie czasu.                                                                                              | |                      |
| 23 | Kyousuke & Madoka’s big fight! The three-legged race of love Kyōsuke Madoka daikenka! Koi no nininsankyaku (恭介まどか大ゲンカ！恋の二人三脚)  | 7 września 1987      |
| Kyōsuke i Madoka zostają wybrani jako prowadzący klasę w szkolnym maratonie, jednak dziewczyna nie jest skora do wzięcia udziału w zawodach. Zdenerwowany Kyōsuke zaczyna na własną rekę intensywnie przygotowywać się do biegu. | |                      |
| 24 | Kazuya’s appearance! Taking care of the panic kid Kazuya tōjō! Panikku kiddo ni goyōjin (一弥登場！パニックキッドにご用心)                     | 14 września 1987     |
| Kyōsuke musi zaopiekować się swoim 5-letnim kuzynem, Kazuyą. Dzieciak powoduje niemałe zamieszanie; okazuje się również, że jest telepatą i potrafi czytać w myślach Kyōsuke. | |                      |
| 25 | Dangerous self-hypnosis! Kyousuke’s metamorphosis Abunai jiko anji! Kyōsuke-kun henshinsu (あぶない自己暗示！恭介くん変身す)                   | 21 września 1987     |
| Kyōsuke poddaje się autohipnozie, po której staje się nad wyraz pewny siebie. | |                      |
| 26 | Kyousuke becomes a child! The big approach to Madoka Kodomo ni natta Kyōsuke! Madoka ni daisekkin (子供になった恭介！まどかに大接近)           | 28 września 1987     |
| Kyōsuke skuszony możliwością czytania w myślach Madoki zamienia się ciałami z Kazuyą. | |                      |
| 27 | Madoka’s targeted! The proof of Kyousuke’s manhood Nerawareta Madoka! Kyōsuke otoko no shōmei (ねらわれたまどか！恭介男の証明)                 | 5 października 1987  |
| Madoka doznała kontuzji, podobno w wyniku upadku ze schodów. Kyōsuke zostaje zaczepiony przez dwójkę dziewczyn, które należą do gangu nastoletnich chuliganek i szukają Madoki. Chłopak zaczyna podejrzewać, że Madoka wdała się w konflikt z członkiniami gangu. | |                      |
| 28 | Dangerous decision! Manami’s big adventure Kiken na kesshin! Manami-chan no daibōken (危険な決心！まなみちゃんの大冒険)                        | 12 października 1987 |
| Manami zmienia swój wygląd (m.in. zastępuje okulary soczewkami kontaktowymi) i wybiera się na poszukiwania chłopaka. Wpada w tarapaty, gdyż natrafia na trójkę brzydkich, zazdrosnych dziewczyn. Z opresji ratuje ją Kyōsuke, lecz Manami nie rozpoznaje swojego brata, gdyż straciła soczewki kontaktowe.                                                                               | |                      |
| 29 | Don’t cry Jingoro! The spring fever of love & youth Nakuna Jingoro! Ai to seishun no hatsujōki (泣くなジンゴロ！愛と青春の発情期)              | 19 października 1987 |
| Jingoro zachowuje się dziwnie. Hikaru podejrzewa, że może brakować mu partnerki. Rozpoczynają się poszukiwania idealnej kandydatki. | |                      |
| 30 | The story tree lives! Kurumi’s first love, HELL chapter Ko no ha monogatari! Kurumi no hatsukoi - jigokuhen (木の葉物語！くるみの初恋・地獄編) | 26 października 1987 |
| Kurumi zakochała się w jednym z uczniów – przystojnym piłkarzu imieniem Hayami. Kyōsuke uważa chłopaka za zwykłego obłudnika i kobieciarza oraz opracowuje plan zakończenia jego relacji z Kurumi. | |                      |
| 31 | Madoka & Yuusaku! The youth elopement march! Madoka to Yūsaku! Seishun kakeochi kōshinkyoku (まどかと勇作！青春かけおち行進曲)                 | 2 listopada 1987     |
| Krążą plotki, że Yūsaku i Madoka są zakochani, co z oczywistych względów nie daje spokoju Kyōsuke. | |                      |
| 32 | Birthday come twice!? Time traveling Kyousuke Tanjōbi wa nido kuru!? Toki wo kakeru Kyōsuke (誕生日は二度来る！？時をかける恭介)               | 9 listopada 1987     |
| Kyōsuke ma urodziny, jednak wszyscy go ignorują. Zdenerwowany ulega autohipnozji, w wyniku której staje się nieuprzejmy w stosunku do Madoki oraz sprawia przykrość Hikaru. Później przez przypadek cofa się w czasie, do momentu przed incydentem z dziewczynami. Kiedy bohaterowi wydaje się, że udało się uniknąć katastrofy, spotyka drugiego Kyōsuke.                               | |                      |
| 33 | Enchanted Madoka! A 120% confession by mushroom Ayashi no Madoka! Kinoko de honne hyakku nijū pasento (妖しのまどか！キノコで本音１２０％)     | 16 listopada 1987    |
| Bohaterowie jadą do lasu na grzyby. Master wzbudza ich ciekawość informacją o magicznym niebieskim grzybie prawdy, po którego zjedzeniu człowiek jest gotowy wyjawić swoje wszystkie tajemnice. Kurumi postanawia się zabawić i za pomocą swojej mocy zmienia kolor grzybów na niebieski, niechcący nadając im też magiczne właściwości.                                                 | |                      |
| 34 | Don’t panic! Madoka in Wonderland Rūtsu panikku fushigi no sato no Madoka (ルーツパニック不思議の里のまどか)                                   | 23 listopada 1987    |
| Bohaterowie są w górach, w domu dziadków Kyōsuke. Nadchodzi burza, a Jingoro wpada do rzeki. Bohaterowie ruszają na pomoc, lecz Madoka również wpada do rwącego potoku. | |                      |
| 35 | Perversion with a camera! Robo Kyo-chan Kamera de ecchi! Robotto Kyōsuke-chan (カメラでエッチ！ロボット恭ちゃん)                               | 30 listopada 1987    |
| Kyōsuke został zahipnotyzowany przez Kurumi i posłusznie wykonuje polecenia innych. Komatsu i Hatta każą bohaterowi zdobyć nagie zdjęcie Madoki. | |                      |
| 36 | Farewell, Kyousuke! Your powers, taped on a video! Saraba Kyōsuke! Bideo ni utsutta chōnōryoku (さらば恭介！ビデオに写った超能力)              | 7 grudnia 1987       |
| Przyjaciele kręcą film na szkolny konkurs. Kyōsuke przypadkowo upada z dużej wysokości i zmuszony jest użyć swojej mocy, aby się ratować. Świadkami tego są Komatsu i Hatta, którzy chcą za wszelką cenę nagrać nadprzyrodzone zdolności Kasugi. | |                      |
| 37 | Orange chivalry! Madoka’s snow storm duel Orenji jingyōden! Madoka ga fubuki taiketsu (オレンジ仁侠伝！まどか吹雪の対決)                       | 14 grudnia 1987      |
| Madoka ratuje z opresji Oryu – starą znajomą oraz przywódczynię gangu, ściganą przez członków innego. Kiedy Madoka dowiaduje się, że dziewczyna została schwytana, decyduje się ruszyć jej na pomoc. | |                      |
| 38 | Kyousuke time travel, three times Christmas Kyōsuke jikan ryokō! Sandome no kurisumasu (恭介時間旅行！３度目のクリスマス)                      | 21 grudnia 1987      |
| Z okazji świąt Bożego Narodzenia odbywa się bankiet, który Kyōsuke przeżywa trzykrotnie. Wszystko za sprawą jego zdolności do cofania się w czasie. | |                      |
| 39 | Hypnotized Madoka! Kyousuke’s risky New Year Madoka ni saiminjutsu! Kyōsuke abunai shōgetsu (まどかに催眠術！恭介あぶない正月)                 | 4 stycznia 1988      |
| Jest Sylwester, który rodzina Kasugów zamierza spędzić u dziadków. Kyōsuke zostaje zahipnotyzowany przez Kurumi i ostatecznie rodzina jedzie bez niego. Chłopak idzie do ABCB, gdzie dowiaduje się, że Madoka zamierza spędzić Nowy Rok z rodzicami w Ameryce. Kyōsuke udaje się do domu dziewczyny i demonstruje na niej hipnozę, która – ku jego zdziwieniu – działa.                  | |                      |
| 40 | The first year dream! The monster Jingoro’s counter attack Hatsuyume da yo! Daikaijū jingoro no gyakushū (初夢だよ！大怪獣ジンゴロの逆襲)      | 11 stycznia 1988     |
| Odcinek specjalny. Bohaterowie wcielają się w członków eliternej grupy T.A.P Gun, którzy walczą z gigantycznym Jingoro zagrażającym Tokio. | |                      |
| 41 | Immobile Madoka! Kyousuke’s wonder watch Ugokenai Madoka! Kyōsuke no fushigi tokei (動けないまどか！恭介のフシギ時計)                          | 18 stycznia 1988     |
| Kyōsuke dostaje od dziadka zegarek zatrzymujący czas. Później bohaterowie organizują turniej tenisowy, w trakcie którego Kasuga wykorzystuje właściwości zegarka na własną korzyść. | |                      |
| 42 | Popular Madoka! Kyousuke finally declares Motemote no Madoka! Kyōsuke tsui ni kokuhaku (モテモテのまどか！恭介ついに告白)                      | 25 stycznia 1988     |
| Madoka jest adorowana przez dziewczynę o imieniu Sumire. Dziewczyna nie opuszcza Madoki na krok, w związku z czym zapada decyzja, by Kyōsuke się z nią rozmówił. Kiedy dochodzi do spotkania w cztery oczy, mają miejsce niespodziewane wypadki, w wyniku których chłopak wpada w poważne kłopoty.                                                                                       | |                      |
| 43 | Broken-hearted Hikaru! Chase me to Winter Beach Shōshin no Hikaru! Oikakete tōkaigan (傷心のひかる！追いかけて冬海岸)                          | 1 lutego 1988        |
| Bohaterowie tworzą zespół muzyczny. Pewnego razu Kyōsuke natrafia na Yukari, która zaprasza go do siebie. Wypijają trochę alkoholu, a po paru godzinach chłopak budzi się w jej łóżku na wpół ubrany. Z przerażeniem ucieka z mieszkania kobiety. Pytany o to, co robił poprzedniej nocy, twierdzi, że ćwiczył grę na perkusji, jednak prawda szybko wychodzi na jaw.                    | |                      |
| 44 | The taste of love? Kyousuke’s hellish Valentine Koi no oaji? Kyōsuke jigoku no barentain (恋のお味？恭介地獄のバレンタイン)                    | 8 lutego 1988        |
| Nadeszły Walentynki, które Kyōsuke zamierza spędzić z Madoką. Chłopak nie może się doczekać spotkania. Tymczasem Kazuya, który nie chce iść do dentysty, doprowadza do zamiany ciał między bohaterami. | |                      |
| 45 | Good-bye Hikaru? And there was none Hikaru shisu soshite dare mo inakunatta (ひかる死すそして誰もいなくなった)                                 | 15 lutego 1988       |
| Kyōsuke razem z Hikaru prowadzą „wymienny dziennik miłości”. Chłopak jest coraz bardziej zmęczony niedojrzałością dziewczyny; na dodatek ta wpada na pomysł, by przeczytać Madoce zawartość ich dziennika. Następnego dnia Kyōsuke przychodzi do szkoły, gdzie czeka na niego straszna wiadomość.                                                                                        | |                      |
| 46 | One silver night! Alone together on a gondola Shirogane no ichiya! Futari bocchi de gondora (白銀の一夜！二人ぼっちでゴンドラ)                 | 22 lutego 1988       |
| Bohaterowie są w ośrodku narciarskim. Niewinny żart Kazuyi doprowadza do niezręcznych, a następnie niebezpiecznych wydarzeń z udziałem Madoki i Kyōsuke. | |                      |
| 47 | Presentiment farewell. Searching for Madoka’s first love Sayonara no yokan Madoka no hatsukoi wo sagase (さよならの予感まどかの初恋を探せ)     | 29 lutego 1988       |
| Kyōsuke ucina sobie drzemkę pod drzewem, z której budzi go Madoka. Bohater dowiaduje się, że właśnie w tym miejscu 6 lat temu dziewczyna po raz pierwszy się pocałowała. Myśl ta nie daje chłopakowi spokoju. Za sprawą swojego dziadka Kyōsuke przenosi się do 1982 roku. Tymczasem Madoka, która kolejnego dnia wylatuje do Ameryki, szuka Kasugi, by powiedzieć mu o swoim wyjeździe. | |                      |
| 48 | Caught the love. And da capo Koi tsukamaeta soshite da kāpo (恋つかまえたそしてダ・カーポ)                                                     | 7 marca 1988         |
| Kontynuacja poprzedniego odcinka. Madoka natrafia na dziadka Kyōsuke, który również przenosi ją 6 lat wstecz. Dziewczyna spotyka chłopaka; na jaw wychodzą nadprzyrodzone zdolności bohatera. Później Kyōsuke przypadkowo przenosi się do równoległego wszechświata, w którym nie istnieje, pozostawiając Madokę samą w 1982 roku.                                                       | |                      |

## OVA
| # | Tytuł | Premiera        |
| --- | --- | --------------- |
| 1 | White Lovers Shiroi Koibitotachi (白い恋人たち) | 1 marca 1989    |
| Nadeszła zima i bohaterowie pojechali w góry, do domu dziadków Kasugi. Madoka i Kyōsuke wybierają się na narty. W wyniku lawiny dziewczyna i chłopak zostają uwięzieni w jaskini, w której mają miejsce niepokojące, nadprzyrodzone zjawiska.                                                                               | |                 |
| 2 | Hawaiian Suspense Hawaian sasupensu (ハワイアン・サスペンス)                                                                                         | 31 marca 1989   |
| Kyōsuke, Madoka i Hikaru są na Hawajach – zostali zaproszeni na koncert, w którym występują rodzice Madoki. Beztroski wypoczynek zostaje przerwany przez nagłe zniknięcie Hikaru. | |                 |
| 3 | I was a Cat; I was a Fish Wagahai wa nekodeattari o sakanadeattari (我輩は猫であったりおサカナであったり)                                            | 27 grudnia 1989 |
| Dziadek odwiedza Kasugów i przynosi magiczną linę, która zamienia dusze istot trzymających jej końce. Właściwości przedmiotu doprowadzają do nieprzewidzianych zdarzeń z udziałem Kyōsuke, Jingoro i złotej rybki. | |                 |
| 4 | Hurricane! Akane the Shape-changing Girl Harikēn! Henshin shōjo Akane (ハリケーン! 変身少女あかね)                                                   | 1 lutego 1990   |
| Do Kasugów przyjeżdża Akane. Dziewczyna dowiaduje się o więzach, jakie łączą Kyōsuke z Hikaru i Madoką oraz wprowadza niemałe zamieszanie, szczególnie w tej ostatniej relacji. | |                 |
| 5 | Stage of Love=Heart on Fire! (Spring is for Idols) Koi no sutēji=HEART ON FIRE! (Haru wa aidoru!) (恋のステージ＝HEART ON FIRE ! 〈春はアイドル！〉) | 1 maja 1990     |
| Do miasta przyjeżdża znany piosenkarz Hayakawa Mitsuru. W zorganizowanym z tej okazji wydarzeniu muzycznym udział bierze zespół Yukari, w którym Madoka pełni rolę klawiszowca. Pewnego razu Kyōsuke i Hayakawa zderzają się głowami, w wyniku czego następuje zamiana ich ciał.                                            | |                 |
| 6 | Stage of Love=Heart on Fire! (Birth of a Star) Koi no sutēji=HEART ON FIRE! (Sutā tanjō!) (恋のステージ＝HEART ON FIRE ! 〈スター誕生！〉)           | 1 lipca 1990    |
| Kontynuacja wątków z poprzedniego odcinka. Zbliża się występ muzyczny, lecz Yukari nagle trafia do szpitala, przez co zespół traci swoją wokalistkę. Madoka decyduje się zaśpiewać zamiast niej. Kyōsuke próbuje przekonać Hayakawę, by zapomniał o wszystkich dziwnych wydarzeniach z poprzedniego dnia, lecz ten odmawia. | |                 |
| 7 | An Unexpected Situation Omoigakenai shichuēshon (思いがけないシチュエーション)                                                                       | 1 kwietnia 1991 |
| Akane, zdenerwowana komentarzami koleżanek odnoszącymi się do jej braku zainteresowania chłopakami, stwierdza bez namysłu, że ma partnera i że następnego dnia im go przedstawi. Dziewczyna prosi więc Kyōsuke o odegranie roli jej chłopaka, na co bohater niechętnie przystaje.                                           | |                 |
| 8 | Message in Rouge Rūju no dengon (ルージュの伝言) | 1 kwietnia 1991 |
| Ojciec Madoki przyjechał do Japonii na koncert. Po występie dziewczyna jest świadkiem – jak się jej wydaje – pocałunku jej ojca z obcą kobietą. Zdenerwowana decyduje się uciec z domu. | |                 |